# Nikola Šubić Zrinski
Nikola Šubić Zrinski ou Miklós Zrínyi (1508 – 1566) foi um soldado croata no serviço da Monarquia de Habsburgo, e membro da família nobre Zrinski.

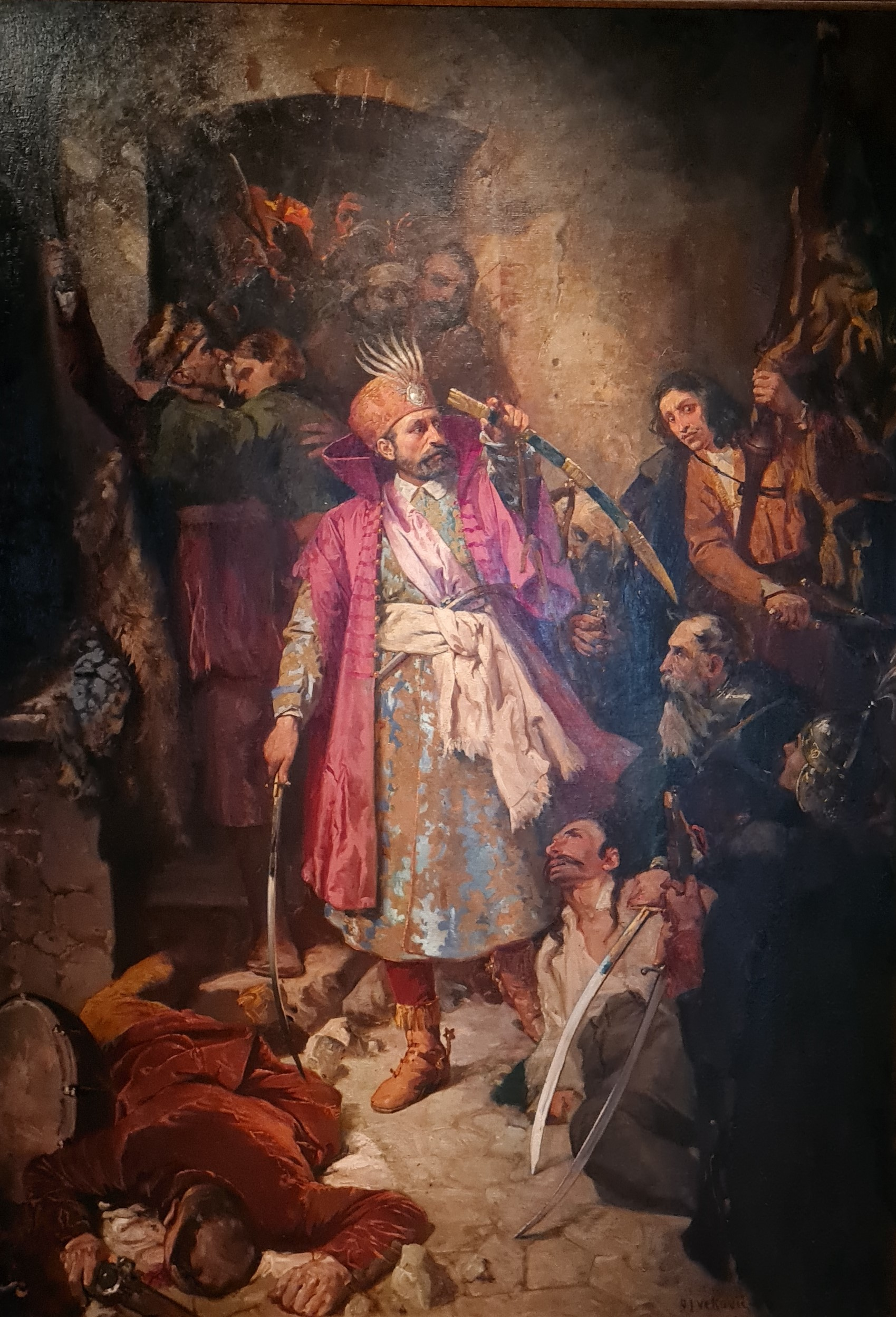
Nikola Subic Zrinski

Ele distinguiu-se no cerco de Viena, em 1529, e em 1542 salvou o exército imperial a derrota antes Pest, intervindo com 400 croatas, serviço para o qual foi nomeado proibição da Croácia. 
Em 1542 ele derrotaram um Otomano vigor na [[Batalha de Somlyo. Em 1543 ele casou Catherine (Katarina) Frankopan, que colocou o conjunto do seu vasto património à sua disposição. O rei, Ferdinand eu também lhe deu grandes posses, na Hungria, e, doravante, o Zrinskis-Zrínyis tornou tão Magyar como croata magnatas. 
Zrinski ganhou em 1556 uma série de vitórias sobre o Ottomans, culminando na batalha de Babócsa. 
Em 1566, a partir de Agosto de 5 a 7 de setembro, a sua pequena força (2.300 soldados) heroicamente defendiam a pouco fortaleza de Szigetvár contra todo o acolhimento Otomano (100.000 soldados), liderado por Suleiman o Magnífico em pessoa. A Batalha de Szigetvár terminou com Zrinski de perecer com todos os membros da guarnição numa última desesperada sorte.
Consta que, Zrinski preparada para a última cobrança, abordando seus irmãos-em-armas: 
".. Vamos sair deste lugar para a queima aberta e ergueu-se aos nossos inimigos. Quem morre - ele será com Deus. Quem morre não - cujo nome será honrado. Vou passar em primeiro lugar, eo que eu faço, Você. E Deus é minha testemunha - Eu nunca deixar-vos, meus irmãos e cavaleiros! "